# Primera División (Schach) 1978
Die Primera División (Schach) 1978 war die höchste Spielklasse der 22. spanischen Mannschaftsmeisterschaft im Schach und wurde mit neun Mannschaften ausgetragen. Meister wurde die Mannschaft von UD Las Palmas, die das Startrecht von CA Maspalomas übernommen hatte, während sich der Titelverteidiger CA Caja Insular de Ahorros mit dem fünften Platz begnügen musste. Aus der Segunda División waren CE Vulcà Barcelona und GE Seat Barcelona aufgestiegen. Während Vulcá den Klassenerhalt erreichte, musste Seat direkt wieder absteigen; zweiter Absteiger war die Mannschaft von CA Schweppes Madrid, die nicht zum Turnier antrat.
Zu den Mannschaftskadern siehe Mannschaftskader der Primera División (Schach) 1978.

## Modus
Die neun teilnehmenden Mannschaften spielten ein einfaches Rundenturnier, der Tabellenletzte sowie die nicht angetretene Mannschaft von CA Schweppes Madrid stiegen ab und wurden durch die beiden Ersten der Segunda División ersetzt. Gespielt wurde an vier Brettern, über die Platzierung entschied zunächst die Anzahl der Brettpunkte (ein Punkt für einen Sieg, ein halber Punkt für ein Remis, kein Punkt für eine Niederlage), anschließend die Anzahl der Mannschaftspunkte (zwei Punkte für einen Sieg, ein Punkt für ein Unentschieden, kein Punkt für eine Niederlage).

## Termine und Spielort
Das Turnier wurde in Centelles ausgetragen.

## Saisonverlauf
In den ersten fünf Runden setzte sich CE Olot vom Feld ab, zwei Niederlagen in der sechsten und siebten Runde ließen die Spitze jedoch dicht zusammenrücken, so dass vor der letzten Runde noch vier Mannschaften Titelchancen hatten. UD Las Palmas, CE Vulcà Barcelona und CE Olot führten mit 16,5 Punkten, CE Terrassa folgte mit einem halben Punkt Rückstand. Da in der letzten Runde sowohl der direkte Vergleich zwischen Barcelona und Olot als auch die Wettkämpfe zwischen CA Peña Rey Ardid Bilbao und UD Las Palmas sowie zwischen Asociación Barcinona und CE Terrassa jeweils 2:2 endeten, blieb der Tabellenstand unverändert. Olot musste sich wegen der schlechteren Mannschaftspunkte mit dem dritten Platz begnügen, Las Palmas und Barcelona waren auch nach Mannschaftspunkten gleichauf, so dass der direkte Vergleich den Ausschlag zu Gunsten von Las Palmas gab. Im Abstiegskampf hatte GE Seat Barcelona nur geringe Chancen auf den Klassenerhalt. Tatsächlich wäre ein 4:0-Sieg gegen CA Caja Insular de Ahorros erforderlich gewesen, Seat gewann jedoch nur mit 2,5:1,5.

## Abschlusstabelle
| Pl. | Verein                      | Sp | G | U | V | Brett-P.  | Mannsch.-P. |
| --- | --------------------------- | -- | - | - | - | --------- | ----------- |
| 01. | UD Las Palmas               | 8  | 5 | 1 | 2 | 18,5:13,5 | 11:5        |
| 02. | CE Vulcà Barcelona (N)      | 8  | 4 | 3 | 1 | 18,5:13,5 | 11:5        |
| 03. | CE Olot                     | 8  | 4 | 1 | 3 | 18,5:13,5 | 9:7         |
| 04. | CE Terrassa                 | 8  | 4 | 3 | 1 | 18,0:14,0 | 11:5        |
| 05. | Caja Insular de Ahorros (M) | 8  | 2 | 2 | 4 | 15,5:16,5 | 6:10        |
| 06. | UGA Barcelona               | 8  | 1 | 4 | 3 | 14,5:17,5 | 6:10        |
| 07. | Asociación Barcinona        | 8  | 1 | 4 | 3 | 14,5:17,5 | 6:10        |
| 08. | CA Peña Rey Ardid Bilbao    | 8  | 2 | 3 | 3 | 13,5:18,5 | 7:9         |
| 09. | GE Seat Barcelona (N)       | 8  | 2 | 1 | 5 | 12,5:19,5 | 5:11        |
| 10. | CA Schweppes Madrid         | 0  | 0 | 0 | 0 | 0,0:0,0   | 0:0         |

### Entscheidungen
|     | spanischer Mannschaftsmeister: UD Las Palmas                              |
|     | Absteiger in die Segunda División: GE Seat Barcelona, CE Schweppes Madrid |
| (M) | Titelverteidiger                                                          |
| (N) | Vorjahresaufsteiger                                                       |

### Kreuztabelle
| Ergebnisse | Ergebnisse               | 01. | 02. | 03. | 04. | 05. | 06. | 07. | 08. | 09. | 10. |
| ---------- | ------------------------ | --- | --- | --- | --- | --- | --- | --- | --- | --- | --- |
| 01.        | UD Las Palmas            |     | 2½  | 3   | 1½  | 2½  | 3   | 2½  | 2   | 1½  |     |
| 02.        | CE Vulcà Barcelona       | 1½  |     | 2   | 2   | 3   | 2½  | 3   | 2   | 2½  |     |
| 03.        | CE Olot                  | 1   | 2   |     | 3   | 1½  | 1½  | 3   | 3   | 3½  |     |
| 04.        | CE Terrassa              | 2½  | 2   | 1   |     | 2½  | 2   | 2   | 3   | 3   |     |
| 05.        | Caja Insular de Ahorros  | 1½  | 1   | 2½  | 1½  |     | 2   | 2   | 3½  | 1½  |     |
| 06.        | UGA Barcelona            | 1   | 1½  | 2½  | 2   | 2   |     | 2   | 1½  | 2   |     |
| 07.        | Asociación Barcinona     | 1½  | 1   | 1   | 2   | 2   | 2   |     | 2   | 3   |     |
| 08.        | CA Peña Rey Ardid Bilbao | 2   | 2   | 1   | 1   | ½   | 2½  | 2   |     | 2½  |     |
| 09.        | GE Seat Barcelona        | 2½  | 1½  | ½   | 1   | 2½  | 2   | 1   | 1½  |     |     |
| 10.        | CA Schweppes Madrid      |     |     |     |     |     |     |     |     |     |     |

## Die Meistermannschaft
| 1.            | UD Las Palmas                                                                                |
| Schachfiguren | Bent Larsen, José Miguel Fraguela Gil, Juan Pedro Domínguez Sanz, Octavio Pérez Montesdeoca. |